# Drepanephora piliseta
Drepanephora piliseta är en tvåvingeart som beskrevs av Friedrich Georg Hendel 1913. Drepanephora piliseta ingår i släktet Drepanephora och familjen lövflugor.
Artens utbredningsområde är Taiwan. Inga underarter finns listade i Catalogue of Life.